# Catacocha
Catacocha ist eine Kleinstadt und ein Municipio in der Provinz Loja im Süden von Ecuador. Beim Zensus 2010 betrug die Einwohnerzahl im urbanen Bereich von Catacocha 6617. Catacocha ist Verwaltungssitz des Kantons Paltas. Ferner bildet einen Teil des Municipios die Parroquia urbana Catacocha.

## Lage
Catacocha liegt auf einer Höhe von 1850 m in den ecuadorianischen Anden. Die Stadt liegt zentral in der Provinz Loja etwa 50 km westlich der Provinzhauptstadt Loja. Der Río Catamayo begrenzt das Municipio im Osten und im Süden, dessen rechter Nebenfluss Río Playas, im Westen und im Nordwesten.

## Municipio
Das 441,1 km² große Municipio Catacocha wird aus zwei Parroquias urbanas gebildet: Catacocha und Lourdes (⊙). Es besaß beim Zensus 2010 eine Einwohnerzahl von 12.202. Die Parroquia urbana Lourdes wurde am 15. Februar 1952 mittels Acuerdo Ejecutivo N° 176 eingerichtet. Lourdes liegt südzentral im Stadtgebiet. Es umfasst die Barrios Santa Gertrudis, La Vega, Zhagundillo, Velacruz, La Supa, San Pedro Mártir, Agua Rusia, San Vicente, Las Cochas, San José und La Palma.

## Verkehr
Die Fernstraße E35 (Macará–Loja) führt nördlich an Catacocha vorbei. 11 km nordöstlich von Catacocha zweigt die E50 von der E35 nach Norden ab und verbindet die Region mit der Küstenebene Südwest-Ecuadors mit den Städten Arenillas und Santa Rosa.

## Geschichte
Mit der Gründung des Kantons Paltas am 25. Juni 1824 wurde Cotacocha zu deren Verwaltungssitz und eine Parroquia urbana. Am 25. Mai 1994 wurde Cotacocha zu einer nationalen Kulturerbestätte (Patrimonio Cultural del Ecuador) erklärt.